# 深櫃
深櫃是指尚未公开其性取向或性別認同的LGBT人群。與深櫃相反的是出櫃。LGBT人群出於害怕被歧视、对自身安全的担忧等原因會隐瞒自己的性取向。

## 社會文化相關
有一些發表歧視同性戀言論的人，會被揶揄他自己本身就是同性戀，即是個「深櫃」。例如：
- 香港激进建制派立法會議員何君堯曾經批評ViuTV劇集《大叔的愛》，說這部劇在推廣同性戀，結果就被網民揶揄他是深櫃[1]。
- 納粹德國領袖希特拉在執政期間打壓同性戀者，但有歷史學家就認為，其實希特拉自己就是同性戀[2]，有部份嘅人就揶揄佢其實係深櫃[3]。